# Camponotus hospes
Camponotus hospes é uma espécie de inseto do gênero Camponotus, pertencente à família Formicidae.